# Á sừng
Á sừng (Dermatitis plantaris sicca) là thuật ngữ để mô tả các bệnh khô da, nứt da, bong da ở bàn tay, bàn chân, đặc biệt ở gót chân thường xuất hiện vào mùa đông (còn được gọi là viêm da cơ địa mùa đông), diễn biến dai dẳng, hay tái phát.
Á sừng hiện nay cũng có thể coi là 1 bệnh hoặc 1 biểu hiện của viêm da cơ địa đặc trưng bởi các tổn thương dạng sừng ở các đầu ngón tay, chân, gót, bàn tay, bàn chân…

## Nguyên nhân chính
Với các trường hợp viêm da cơ địa, bệnh được cho là có yếu tố di truyền và cơ địa da dị ứng tiếp xúc, bệnh thường khởi phát hoặc tăng năng hơn trong khi gặp những yếu tố thuận lợi: Mùa đông (khí hậu lạnh, khô), tiếp xúc với các chất tẩy rửa hàng ngày như xà phòng, nước xả vải, bột giặt, dầu gội đầu, nước rửa bát, kem hóa dược bôi da...

## Triệu chứng
Dày sừng ở da đầu ngón chân, tay, gót chân: Nền da khô, đỏ ở các đầu ngón tay, chân ranh giới không rõ ràng. Các dát đỏ có thể lan rộng ra ở bàn tay, bàn chân, gót chân. Vào mùa hè, thương tổn có thể đỏ, ngứa nổi mụn nước như trong bệnh tổ đỉa, lâu ngày có thể làm các móng xù xì, lỗ chỗ. Vào mùa đông khi độ ẩm trong không khí thấp, tình trạng nứt nẻ càng nặng thêm, phần da bệnh dễ bị nứt toác ra, rớm máu, đau đớn, có thể ảnh hưởng đến sinh hoạt và công việc. Nếu tiếp xúc với bột giặt, các chất tẩy rửa, các loại nước bẩn, xăng, dầu, khói thuốc, hóa chất... thì bệnh càng nặng thêm. Người bệnh cũng dễ có nguy cơ nhiễm nấm, vi khuẩn tại các vùng tổn thường. Với các trường hợp viêm da tiếp xúc chủ yếu là các trường hợp viêm da trong công nghiệp. Bệnh thường gặp ở các bà nội trợ, người làm nông nghiệp, công nhân giặt, công nhân nhà máy xà phòng, thợ làm tóc hay kỹ thuật viên y tế. Các yếu tố thuận lợi là cọ xát, sang chấn, độ ẩm thấp,...
Bệnh mặc dù ít ảnh hưởng đến sức khỏe nhưng gây rất nhiều khó chịu, bức bối cho người bệnh trong công việc cũng như sinh hoạt hàng ngày. Rất nhiều trường hợp không thể duy trì nghề nghiệp được do bệnh khi tiếp xúc với các yếu tố nguy cơ trên sẽ nhanh chóng tái phát và làm cho tình trang bong tróc, đau đớn nặng nền hơn. Những người cố gắng bám việc thường phải chịu hành hạ bởi những cơn đau nẻ, bắn máu làm giảm năng suất lao động và chất lượng cuộc sống.

## Điều trị
Các phương pháp điều trị hiện nay là dùng:
- Các thuốc bôi bạt sừng như acid salycilic hay bôi các chế phẩm có steroid để giảm viêm như Gentrizone, Fucicort...,
- Các kem dưỡng da, tăng độ ẩm cho da, làm mềm mịn da thường được sử dụng để thay thế, hạn chế tác dụng của các corticoid như Explaq[4]

Bên cạnh đó lưu ý các biện pháp hạn chế sự khởi phát hoặc bệnh nặng hơn như:
- Tuyệt đối không bóc vảy da, chà xát kỳ cọ vùng da thương tổn quá mạnh bằng đá kỳ, bàn chải vì trà xát mạnh càng làm tổn thương lớp sừng khiến quá trình bong da sau đó còn mạnh mẽ hơn.
- Không tiếp xúc với hóa chất, xà phòng, chất tẩy rửa, xăng, dầu... Hạn chế giặt quần áo, lau nhà, rửa bát. Khi chế biến thức ăn, tránh tiếp xúc với mỡ, gia vị như ớt, muối... Nếu nhất thiết phải làm công việc này, nên mang găng tay bảo vệ. Tuy nhiên, lưu ý: găng tay bằng nhựa dẻo sẽ ít gây phản ứng dị ứng hơn là găng cao su; không đeo găng trong thời gian dài nhất là khi ra mồ hôi có thể kích thích bệnh nặng thêm.
- Luôn giữ ẩm cho da bằng kem dưỡng ẩm nhất là vào mùa đông vì thời tiết hanh khô càng làm da thô ráp, nứt nẻ hơn. Bôi kem dưỡng ẩm trước khi làm việc hoặc sau khi rửa tay.
- Cắt ngắn móng tay, chân và giữ vệ sinh sạch sẽ.
- Tuyệt đối không gãi ngứa vì có thể kích thích nổi nhiều thương tổn hơn, dễ gây nhiễm trùng.
- Tránh ăn các loại thức ăn dễ gây dị ứng như tôm, cua, nhộng, thịt gà...
- Thay đổi môi trường sống, môi trường làm việc nếu thường xuyên phải tiếp xúc với hóa chất.
- Tăng cường ăn rau quả tươi, rau xanh, đặc biệt là rau quả có nhiều vitamin C, E như giá đỗ, cà chua, các loại đậu, rau ngót, rau bí, bắp cải, cam bưởi, đu đủ, cà rốt... Thực tế cho thấy đại đa số người bệnh đều là người ít ăn rau quả. Thiếu vitamin nhất là A, C, D, E... sẽ ảnh hưởng đến chất lượng lớp sừng.

Lưu ý khi dùng Corticoid trong điều trị Bệnh á sừng
Corticoid dùng bôi ngoài da sử dụng điều trị bệnh á sừng có nhiều loại dưới dạng đơn chất (Gentrizone, Fucicort) hoặc phối với hoạt chất khác, như với a. salicylic (Diprosalic, Beprosalic) hoặc với calcipotriol (Daivobet). Corticoid bôi ngoài da có thể dùng điều trị tấn công bệnh á sừng. Thuốc có ưu điểm làm thương tổn nhanh được cải thiện, bệnh nhân cảm thấy dễ chịu, dễ chấp nhận. Bởi vì thuốc làm giảm viêm, giảm đỏ và giảm bong vảy da nhanh. Nhưng sự cải thiện này duy trì không bền. Mặt khác sau khi ngừng thuốc bệnh sớm bùng phát trở lại, khi đó sử dụng lại corticoid tại chỗ sẽ không thấy có hiệu quả. Nhiều trường hợp dùng corticoid tại chỗ kéo dài thấy xuất hiện thương tổn nhiễm trùng da như mụn mủ, viêm nang lông; nhiễm nấm; mọc lông; giãn mạch và teo da; Dùng corticoid bôi ngoài da kéo dài sẽ thấy thương tổn không đáp ứng với thuốc, bệnh không giảm, thậm chí còn tiến triển nặng thêm.